# Varennes-en-Argonne
Varennes-en-Argonne là một xã trong vùng Grand Est, thuộc tỉnh Meuse, quận Verdun, tổng Varennes-en-Argonne. Tọa độ địa lý của xã là 49° 13' vĩ độ bắc, 05° 02' kinh độ đông. Varennes-en-Argonne nằm trên độ cao trung bình là 195 mét trên mực nước biển. Xã có diện tích 11,81 km², dân số vào thời điểm 1999 là 691 người; mật độ dân số là 60 người/km².